# Saintéloc Racing
Saintéloc Racing es una escudería francesa de automovilismo. Participa principalmente en campeonatos de rally y carreras de autos deportivos. Las series actuales incluyen el Campeonato Europeo de Rally, el Campeonato Mundial de Rally-2 y la Copa de Resistencia de Europa GT World Challenge. El equipo dirigió anteriormente la Peugeot Rally Academy en el Campeonato de Europa de Rally después de ser el principal participante de Peugeot en el Intercontinental Rally Challenge. En 2023 el equipo estará presente en el Campeonato de Fórmula Regional Europea.

## Resultados

### Campeonato de España de F4
| Temporada | Monoplaza      | Piloto         | Carreras | Victorias | Poles | VR | Podios | Puntos | Pos. | Pos. |
| --------- | -------------- | -------------- | -------- | --------- | ----- | -- | ------ | ------ | ---- | ---- |
| 2022      | Tatuus F4-T421 | Théophile Naël | 12       | 0         | 0     | 0  | 0      | 11     | 19.º | 7.º  |
| 2022      | Tatuus F4-T421 | Theodor Jensen | 9        | 0         | 0     | 0  | 0      | 0      | 30.º | 7.º  |
| 2022      | Tatuus F4-T421 | Ethan Ischer   | 3        | 0         | 0     | 0  | 0      | 0      | 34.º | 7.º  |
| 2022      | Tatuus F4-T421 | Carl Bennett   | 3        | 0         | 0     | 0  | 0      | 0      | NC   | 7.º  |

### Campeonato de EAU de Fórmula 4
| Temporada | Monoplaza      | Piloto         | Carreras | Victorias | Poles | VR | Podios | Puntos | Pos. | Pos. |
| --------- | -------------- | -------------- | -------- | --------- | ----- | -- | ------ | ------ | ---- | ---- |
| 2023      | Tatuus F4-T421 | Théophile Naël | 15       | 0         | 0     | 1  | 0      | 49     | 11.º | 10.º |
| 2023      | Tatuus F4-T421 | Theodor Jensen | 15       | 0         | 0     | 0  | 0      | 0      | 37.º | 10.º |
| 2023      | Tatuus F4-T421 | Luciano Morano | 15       | 0         | 0     | 0  | 0      | 0      | 45.º | 10.º |